# Donald Cook
Donald Cook (Portland, 26 settembre 1901 – New Haven, 1º ottobre 1961) è stato un attore statunitense.

## Filmografia parziale

### Cinema
- Nemico pubblico (The Public Enemy), regia di William A. Wellman (1931)
- Il diavolo sciancato (The Mad Genius), regia di Michael Curtiz (1931)
- L'isola della perdizione (Safe in Hell), regia di William A. Wellman (1931)
- The Man Who Played God, regia di John G. Adolfi (1932)
- The Trial of Vivienne Ware, regia di William K. Howard (1932)
- I conquistatori (The Conquerors), regia di William Wellman (1932)
- Silenzio sublime (Frisco Jenny), regia di William A. Wellman (1932)
- Il bacio davanti allo specchio (The Kiss Before the Mirror), regia di James Whale (1933)
- Baby Face, regia di Alfred E. Green (1933)
- Viva Villa!, regia di Jack Conway (1934)
- Vortice (Whirlpool), regia di Roy William Neill (1934)
- Signori, il gioco è fatto (The Casino Murder Case), regia di S. S. Van Dine (1934)
- L'incrociatore misterioso (Murder in the Fleet), regia di Edward Sedgwick (1935)
- La canzone di Magnolia (Show Boat), regia di James Whale (1936)
- Circus Girl, regia di John H. Auer (1937)
- Gianni e Pinotto fra le educande (Here Come the Co-Eds), regia di Jean Yarbrough (1945)
- Noi che ci amiamo (Our Very Own), regia di David Miller (1950)

### Televisione
- The Philip Morris Playhouse – serie TV, episodi 1x11-1x17 (1953-1954)
- Ricercato vivo o morto (Wanted: Dead or Alive) – serie TV, episodio 1x33 (1959)

## Doppiatori italiani
- Renato Turi in Viva Villa! (riedizione 1950)
- Cesare Barbetti in Nemico pubblico (doppiaggio tardivo 1963)